# Aphelandra scabra
Aphelandra scabra  es una especie de  arbusto, perteneciente a la  familia de las  acantáceas,  es originaria de América. 

## Descripción
Son arbustos que alcanzan los 1–3.5 m de alto. Las hojas son elípticas, de hasta 25 cm de largo y 8 cm de ancho, los márgenes enteros a undulados; con pecíolos de hasta 0.5 cm de largo o ausentes. Espigas de hasta 19 cm de largo, terminales, con brácteas imbricadas, ovado-elípticas, de hasta 15 mm de largo y 6 mm de ancho, con 4–8 dientes marginales hasta 1.5 mm de largo, ciliadas, la parte media con nectarios con 1–10 glándulas; sépalos lanceolados, hasta 8 mm de largo; corola de hasta 30 mm de largo, rosada, rojo purpúrea, escarlata o roja; estambres exertos. Frutos elípticos, hasta 14 mm de largo, glabros a escasamente pubérulos.

## Distribución y hábitat
Es una especie común de los bosques desde México hasta el norte de Sudamérica, en alturas de 0–300 m, aunque se da sin mayor problema por encima de los 1000 m metros; su buena adaptabilidad le permite prosperar desde monte bajo caducifolio hasta bosque alto perennifolio. Florece durante todo el año, y es polinizada principalmente por aves, aunque algunos insectos y colibríes de picos peculiares logran obtener néctar (ciertas especies de hormigas lo extraen colándose por sus brácteas, y estas a su vez le protegen de algunos hervíboros).

## Taxonomía
Aphelandra scabra fue descrita por Glaz. & Mildbr. y publicado en The Cyclopaedia; or, universal dictionary of arts, . . . 39(Addenda): Aphelandra no. 3. 1819.
Sinonimia
- Justicia scabra Vahl
- Aphelandra deppeana Schltdl. & Cham.
- Aphelandra pectinata Willd. ex Nees
- Aphelandra haenkeana Nees.[1]
- Adhatoda scabra (Vahl) Nees
- Aphelandra cristata Kunth
- Aphelandra fulgens Decne.
- Aphelandra pectinata var. macra Nees
- Aphelandra scabra var. angustifolia Durkee
- Ecbolium chapadanum Kuntze
- Ecbolium scabrum (Nees) Kuntze
- Justicia rostrata Bertol.
- Justicia scabra (Nees) V.M. Badillo
- Sarotheca scabra Nees[2]